# Rolando de' Rossi

Stemma dei Rossi di Parma.

Rolando de' Rossi (Parma, 1287 circa – Padova, 10 agosto 1345) è stato un generale italiano e signore di Parma, Lucca, Cremona, Fidenza, Pontremoli.

## Biografia
Era figlio di Guglielmo de' Rossi e di Donella Da Carrara di Padova ed iniziò probabilmente il mestiere delle armi sin da giovane.
Nel 1317 fu protagonista della congiura che portò i parmigiani a scacciare Giberto III da Correggio, mentre nel 1322, come capo della parte guelfa fu autore della cacciata dei Sanvitale da Parma.
Nel 1325 si recò a conferire a Piacenza dal cardinale Bertrando del Poggetto che lo nominò capitano generale lasciando quindi la città alla testa di un esercito di 3000 cavalieri e 10000 fanti con il preciso scopo di porre sotto assedio Borgo San Donnino. Dopo aver passato Fiorenzuola, Rolando distrusse il castello di Parola per porre sotto assedio la città nel giugno del 1325. Tuttavia, le operazioni procedettero a rilento e dopo aver devastato le campagne circostanti, rientrò in Parma con tutti gli onori nel novembre dello stesso anno.
Come capo della fazione guelfa Rolando portò Parma dalla parte del papa, ma il legato pontificio di Bologna non fidandosi di Rolando volle recarsi a Parma per controllare il Rossi. Rolando, che non aveva gradito l'intromissione indebita del papato, approfittò della discesa in Italia di Ludovico il Bavaro nel 1328 per riportare Parma nella fazione ghibellina, sottraendola al controllo di papa Giovanni XXII.
Il 29 marzo del 1329 Rolando fu nominato capo delle milizia della città di Parma diventandone di fatto il padrone assoluto, mantenendo un atteggiamento ambiguo e opportunistico verso la Chiesa e l'Impero cosicché quando Pontremoli si ribellò all'Imperatore, Rolando intervenne per prendere il possesso della città.
Essendo l'imperatore in posizione finanziariamente debole, Rolando si avvicinò di nuovo alla parte guelfa e invitato a Bologna dal legato pontificio per parlare della situazione dei Sanvitale e dei Correggio si recò nella città felsinea senza rendersi conto che l'invito era una trappola, finendo per essere arrestato trasferito in Romagna.
Scarcerato nel 1331 attraverso uno scambio di prigionieri che avevano catturato i fratelli Marsilio e Pietro, trovò a Parma Giovanni di Boemia, che gli concesse la signoria su Borgo San Donnino, Pontremoli, Berceto e Brescello, Rolando aderì al partito di Giovanni pensando di poter riottenere la signoria su Parma, ma ciò si rivelò scelta infelice: gli Estensi, gli Scaligeri, i Visconti e i Gonzaga, tutti in campo ghibellino, formarono infatti nel 1332 la Lega di Castelbaldo contro Giovanni, da parte guelfa vi erano solo i Rossi e il legato pontificio.
Nonostante una vittoria iniziale a San Felice sul Panaro, i guelfi furono presto in difficoltà e Giovanni richiese una tregua firmata a Peschiera nel 1333. Secondo la tregua a Rolando e ai fratelli sarebbe rimasta la signoria su Parma, ma in un accordo segreto della lega ghibellina Parma fu assegnata agli Scaligeri mentre Borgo San Donnino sarebbe stata occupata dai Visconti.
Nel 1335, dopo che il re di Boemia lasciò l'Italia, le truppe scaligere si accingevano ad assediare Parma, dopo aver espugnato Colorno. Rolando, visto che la resistenza sarebbe stata inutile, fu costretto a cedere Parma a Mastino II della Scala, mentre da lì a poco capitolò anche Borgo San Donnino difesa da Marsilio.
Alla corte scaligera nel 1336, Rolando e i fratelli Pietro e Marsilio furono costretti a fuggire dopo un bando di proscrizione emanato a seguito dell'accusa mossa dal loro acerrimo nemico Azzo da Correggio di tramare contro Mastino.
I fratelli Rossi fuggirono a Venezia che nel frattempo si era alleata con Firenze contro il potere scaligero. Rolando combatté con i fiorentini per il possesso di Lucca, sostituendo il fratello Pietro, nominato comandante in capo delle truppe veneziane, tuttavia non ottenne brillanti risultati non riuscendo ad espugnare Lucca, sottratta ai Rossi da Mastino l'anno prima, difesa da Azzo da Correggio.
Alla morte dei fratelli Pietro e Marsilio avvenuta nell'estate del 1337 assunse il comando delle truppe della lega antiscaligera; nel nuovo teatro delle operazioni, in Veneto, assediò Monselice e compi' delle scorrerie nei territori vicentini spingendosi sino alle porte di Verona.
Uscendo più volte vincitore in varie scaramucce, sia nel 1337 che nel 1338, continuò a mettere a ferro e fuoco il territorio dei Della Scala, sino a che Mastino non diresse le sue truppe forti di 2000 cavalieri e 6000 fanti contro Montecchio Maggiore; Rolando lo affrontò costringendolo a fuggire a Vicenza, lasciando l'accampamento alla mercé di Rolando.
Pur senza uno scontro frontale di rilievo, la tattica di Rolando obbligò gli scaligeri a richiedere la pace firmata il 24 gennaio 1339. Parma rimase agli Scaligeri, tuttavia Rolando e i Rossi riottennero tutti i loro possedimenti comprensivi di 36 castelli e di 64 territori; Pontremoli però fu assegnata ai Visconti. Rimase il veto per i Rossi di poter entrare in Parma ma a Rolando e al fratello minore Andrea venne assegnato un vitalizio che la città doveva versare.
Parma passò ad Azzo da Correggio nel 1341 e ad esso fu sottratta da Obizzo III d'Este nel 1344, questi tolse il bando dei Rossi dalla città emiliana.
Rolando morì a Padova l'anno successivo, 1345, senza rientrare in Parma; fu sepolto nella basilica di Sant’Antonio a fianco dei fratelli Pietro e Marsilio e del padre Guglielmo. Intorno al 1370 i corpi dei fratelli Rossi e del padre Guglielmo vennero traslati all'interno della cappella Lupi della medesima chiesa.
Alle imprese di Rolando, Troilo II volle dedicare due episodi nella Sala delle Gesta Rossiane della Rocca dei Rossi di San Secondo Parmense:
- L'assedio con un esercito di 3000 cavalli e 10000 fanti di Borgo San Donnino difeso da Azzo Visconti, dopo aver ricevuto l'investitura di capitano generale da Bertrando del Poggetto, legato pontificio
- L'investitura insieme ai fratelli Pietro e Marsilio avvenuta nel 1332 da parte dell'imperatore Ludovico il Bavaro dei feudi del parmigiano, alla presenza dei principi della Lega.

Con la morte di Rolando si spense definitivamente il sogno dei Rossi di instaurare su Parma una signoria duratura, ciò fu causato dal fatto di non aver trovato alleanze vincenti nell'ambito della formazione dei vari stati regionali italiani. I figli di Rolando, Betrando e Giacomo proseguirono nella progetto di famiglia di instaurare una signoria ma su piccola scala, lo stato rossiano nacque infatti di lì a poco nel 1365.

## Discendenza
Dalla moglie Agnese, sorella di Bonaccorso Ruggeri, erede del feudo di Felino, ebbe sei figli, di cinque dei quali si conosce in nome
- Bertrando seniore (... - Cremona 1345) dal figlio del quale (Bertrando juniore) discesero i Rossi conti di San Secondo;
- Maddalena, che sposò nel 1328 di Francesco della Scala, figlio naturale di Cangrande;
- Antonio (... - 1388);
- Costanza, che sposò Arrigo figlio di Castruccio Castracani duca di Lucca;
- Giacomo che nel 1365 acquistò dallo zio Ugolino il territorio di San Secondo del quale fu primo conte.